# Tridactyle brevifolia
Tridactyle brevifolia är en orkidéart som beskrevs av Rudolf Mansfeld. Tridactyle brevifolia ingår i släktet Tridactyle och familjen orkidéer. Inga underarter finns listade i Catalogue of Life.